# آلمیرال
آلمیرال، اس.آ.(به انگلیسی: Almirall) یک شرکت دارویی اسپانیایی است که دفتر مرکزی آن در بارسلون است و در سال ۱۹۴۳ تاسیس شد.
در سال ۲۰۱۶، درآمد کل آن ۸۵۹٫۳ میلیون یورو  بوده و به شرکت دارویی پیشرو در سرمایه گذاری تحقیق و توسعه در اسپانیا تبدیل شد. 
با بیش از ۱۹۷۵ کارمند (۲۰۱۶) ، از طریق ۱۳ شرکت وابسته خود در اروپا و ایالات متحده حضور دارد. 